# Carl Ivar Hagen
Carl Ivar Hagen (Oslo, 6 maggio 1944) è un politico norvegese.
È stato vicepresidente del parlamento norvegese e il leader del partito conservatore di destra Partito del Progresso (Fremskrittspartiet, FrP) dal 1978 al 2006. Spesso etichettato come populista dai suoi avversari, Carl I. Hagen è sicuramente uno degli esponenti politici norvegesi più controversi. È stato descritto come il primo politico postmoderno in Norvegia, per la sua capacità di costruire un partito di grande successo da zero e avere un impatto significativo sulla politica norvegese. Hanno fatto rumore in patria molte sue prese di posizione a proposito dell'immigrazione, della privatizzazione delle aziende statali, e dello smembramento del cosiddetto welfare state.